# Érard II. (Brienne)
Érard II. († 1190 vor Akkon) war ein Graf von Brienne aus dem Haus Brienne. Er war ein Sohn des Grafen Walter II. von Brienne.
Gemeinsam mit seinem Bruder Andreas erreichte Érard mit einem Vorauskommando des dritten Kreuzzuges unter der Führung des Grafen Robert II. von Dreux im September 1189 die Belagerung von Akkon. Der Bruder fiel dort bereits am 4. Oktober in einer Schlacht gegen Saladin, in der sich Érard selbst laut dem Autor des Itinerarium Regis Ricardi wie ein Feigling verhalten habe und vor dem Feind geflüchtet sei. Die Schlacht hatte er jedenfalls überlebt, dennoch starb Érard im weiteren Verlauf der Belagerung im Jahr 1190.
Érard war verheiratet mit Agnes, einer Tochter des Grafen Amadeus II. von Montfaucon-Montbéliard. Ihre Kinder waren:
- Walter III. († 1205), Graf von Brienne
- Wilhelm († vor 1200), Herr von Pacy-sur-Armançon; ⚭ mit Eustachie, eine Tochter des Peter I. von Courtenay
- Johann von Brienne († 1237), König von Jerusalem und Kaiser von Konstantinopel
- Ida; ⚭ mit Arnoul de Reynel